# Mineral (Virginia)
Mineral è un comune degli Stati Uniti d'America, situato nello Stato della Virginia, nella contea di Louisa.